# كتوهنغ (غوهران)
کتوهنغ (بالفارسية: کتوهنگ) هي قرية تقع في إيران في Gowharan Rural District. يقدر عدد سكانها بـ 64 نسمة بحسب إحصاء 2016.